# Pierre-Claude Boiste
Pierre-Claude Boiste (* 1765 in Paris; † 24. April 1824 in Ivry-sur-Seine) war ein französischer  Romanist und Lexikograf.

## Leben und Werk
Boiste war Anwalt, dann Drucker und Verleger. 1800 erschien sein Dictionnaire universel de la langue françoise, einer der größten Wörterbucherfolge der französischen Sprache, der bis 1866 in 15 Auflagen erschien. Der Erfolg lag in der tiefgreifenden Umstrukturierung der französischen Gesellschaft in den 50 Jahren begründet, die auf die Französische Revolution folgten. Viele wenig Gebildete gelangten wirtschaftlich in Positionen, die in ihnen den Ehrgeiz nach sprachlicher, das heißt vor allem orthographischer, Korrektheit weckten. Daraus entstand ein Bedürfnis nach Dokumentation der sich im beginnenden Industriezeitalter rasch vermehrenden Fachwörter. Diesem Bedürfnis stand das Wörterbuch der Académie française hilflos gegenüber. Boiste dagegen gelang es, durch immer weiteren Ausbau, den Eindruck von Vollständigkeit zu erzielen und so einem Urmythos der Lexikografie zu genügen.